# 4504 Џенкинсон
4504 Џенкинсон (енгл. 4504 Jenkinson) је астероид главног астероидног појаса са средњом удаљеношћу од Сунца која износи 2,602 астрономских јединица (АЈ).
Апсолутна магнитуда астероида је 13,4.